# Gamma Ophiuchi
Gamma Ophiuchi (Tsung Ching, 62 Ophiuchi) é uma estrela na direção da constelação de Ophiuchus. Possui uma ascensão reta de 17h 47m 53.57s e uma declinação de +02° 42′ 26.9″. Sua magnitude aparente é igual a 3.75. Considerando sua distância de 95 anos-luz em relação à Terra, sua magnitude absoluta é igual a 1.43. Pertence à classe espectral A0V.